# Дар, Таукир
Таукир Дар (англ. Tauqir Dar, 31 января 1964, Лахор, Пакистан) — пакистанский хоккеист (хоккей на траве), защитник. Олимпийский чемпион 1984 года.

## Биография
Таукир Дар родился 31 января 1964 года в пакистанском городе Лахор.
Играл в хоккей на траве за «Пакистан Кастомз» из Карачи.
В 1984 году вошёл в состав сборной Пакистана по хоккею на траве на летних Олимпийских играх в Лос-Анджелесе и завоевал золотую медаль. Играл на позиции защитника, провёл 3 матча, мячей не забивал.
В 1983—1985 годах провёл за сборную Пакистана 30 матчей, забил 14 мячей.

## Семья
Отец Таукира Дара Мунир Дар (1935—2011), дядя Танвир Дар (1947—1998) и тесть Хаваджа Зака-уд-Дин (род. 1936) также выступали за сборную Пакистана по хоккею на траве. Мунир Дар в 1960 году завоевал золото летних Олимпийских игр в Риме, стал серебряным призёром летних Олимпийских игр 1956 и 1964 годов, Танвир Дар — чемпионом летних Олимпийских игр 1968 года, Хаваджа Зака-уд-Дин — серебряным призёром летних Олимпийских игр 1964 года.
Брат Тасир Дар также играл в хоккей на высоком уровне, Тафсир Дар — в крикет на национальном уровне.